# Аннепен, Луи
Луи Аннепен, в крещении Антуан, (фр. Louis Hennepin; 12 мая 1626, Ат, Испанские Нидерланды — 1705, Рим) — католический священник и францисканский миссионер, исследователь Северной Америки. Луи Аннепен родился в городе Ат в Испанских Нидерландах (в настоящее время город принадлежит провинции Эно в Бельгии). В 1659 году город Бетюн, в котором он жил, был захвачен армией Людовика XIV. По приказу Людовика XIV в мае 1675 группа из четырёх миссионеров, в которую вошел и Анненпен отправилась в Новую Францию, для сопровождения путешественника Рене де ла Саля. Во время путешествий Аннепен первым из европейцев описал Ниагарский водопад. После завершения путешествия вернулся в Европу, умер в Риме.